# 23059 Паульпайно
23059 Паульпайно (23059 Paulpaino) — астероїд головного поясу, відкритий 7 грудня 1999 року.
Тіссеранів параметр щодо Юпітера — 3,530.